# Карсон-Сіті (Мічиган)
Карсон-Сіті (англ. Carson City) — місто (англ. city) в США, в окрузі Монткам штату Мічиган. Населення — 1120 осіб (2020).

## Географія
Карсон-Сіті розташований за координатами 43°10′54″ пн. ш. 84°50′43″ зх. д. / 43.18167° пн. ш. 84.84528° зх. д. (43.181536, -84.845223). За даними Бюро перепису населення США в 2010 році місто мало площу 2,76 км², з яких 2,69 км² — суходіл та 0,07 км² — водойми. В 2017 році площа становила 3,03 км², з яких 2,95 км² — суходіл та 0,08 км² — водойми.

## Демографія
Згідно з переписом 2010 року, у місті мешкали 1093 особи в 451 домогосподарстві у складі 271 родини. Густота населення становила 396 осіб/км². Було 521 помешкання (189/км²).
Расовий склад населення:
| - 96,7 % — білих - 0,5 % — азіатів - 0,4 % — чорних або афроамериканців - 0,3 % — корінних американців |

До двох чи більше рас належало 1,4 %. Частка іспаномовних становила 4,2 % від усіх жителів.
За віковим діапазоном населення розподілялося таким чином: 24,4 % — особи молодші 18 років, 51,6 % — особи у віці 18—64 років, 24,0 % — особи у віці 65 років та старші. Медіана віку мешканця становила 41,8 року. На 100 осіб жіночої статі у місті припадало 77,7 чоловіків; на 100 жінок у віці від 18 років та старших — 70,7 чоловіків також старших 18 років.
Середній дохід на одне домашнє господарство становив 41 032 долари США (медіана — 24 609), а середній дохід на одну сім'ю — 48 367 доларів (медіана — 40 000). За межею бідності перебувало 35,1 % осіб, у тому числі 45,9 % дітей у віці до 18 років та 13,7 % осіб у віці 65 років та старших.
Цивільне працевлаштоване населення становило 367 осіб. Основні галузі зайнятості: освіта, охорона здоров'я та соціальна допомога — 34,1 %, виробництво — 16,3 %, мистецтво, розваги та відпочинок — 10,4 %, науковці, спеціалісти, менеджери — 7,9 %.

## Уродженці
- Деніел Генні (* 1979) — південнокорейський та американський актор.